# Palácio Vileišis

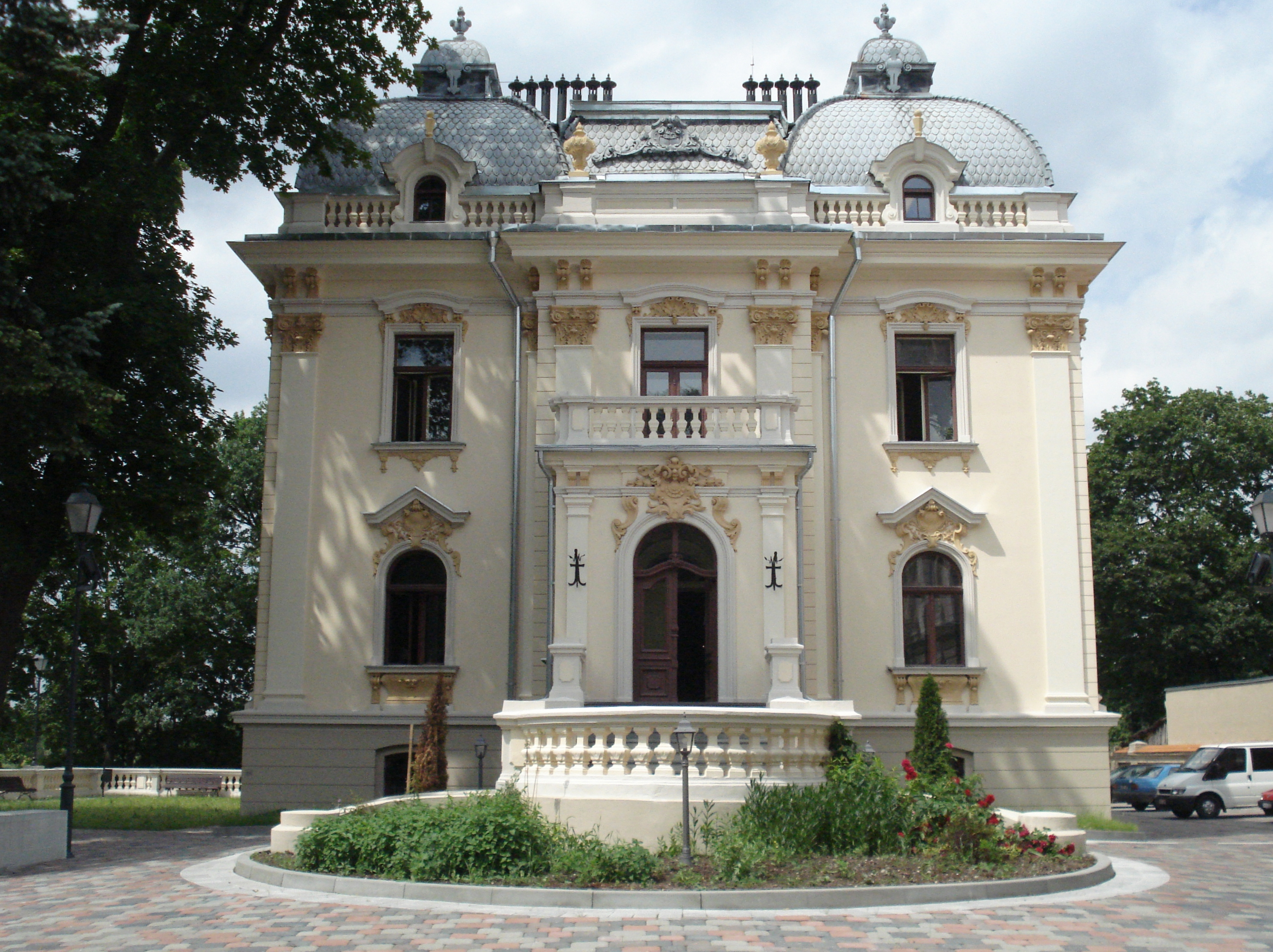
Fachada do palácio.

Palácio Vileišis é uma construção de estilo arquitetônico neobarroco em Vilnius, Lituânia, construído para Petras Vileišis. 
Vileišis, um proeminente engenheiro, político e publicador lituano, comissionou o palácio em 1904 e supervisionou sua construção. A construção consiste de um palácio, e uma casa de hóspedes, e um prédio exterior, e atualmente abriga o Instituto de Literatura e Folclore Lituano. 
Foi renovado durante o começo dos anos 2000.